# The Boys from Brazil
The Boys from Brazil ist ein Thriller aus dem Jahr 1978, dessen Handlung trotz einiger historischer Figuren fiktiv ist. Die literarische Vorlage – der Roman Die Boys aus Brasilien (Originaltitel: The Boys from Brazil) – stammt von Ira Levin.

## Handlung
Der junge jüdische Journalist Barry Kohler kontaktiert den in Österreich lebenden alten Nazijäger Ezra Lieberman. Er ist in Paraguay einem Kreis von Exilnazis auf die Spur gekommen, zu denen auch der ehemalige KZ-Arzt Dr. Josef Mengele gehört. Kohler belauscht die Gruppe und erfährt, dass Mengele 94 Männer im Alter von 65 Jahren in westlichen Ländern ermorden lassen will. Barry Kohler kann Lieberman gerade noch anrufen und ihm ein Tonband mit der Stimme Mengeles vorspielen, bevor er von Mengele und seinen Schergen aufgespürt und ermordet wird.
Lieberman, der den Enthüllungen Kohlers anfangs nicht geglaubt hatte, beginnt damit, Zeitungsausschnitte zu sammeln, in denen Todesfälle älterer Männer berichtet werden, und besucht deren Witwen. Bald erkennt Lieberman, dass alle Getöteten völlig gleich aussehende Söhne haben, und stellt Zusammenhänge her. Nach und nach erfährt er von Mengeles Plan: Dieser hat im südamerikanischen Dschungel aus Genen Adolf Hitlers 94 Jungen geklont. Die Duplikate wurden über Agenturen zur Adoption angeboten. Die Paare, die den Nachwuchs schließlich adoptierten, wurden zuvor von Mengeles Schergen so ausgewählt, dass ihr Hintergrund mit dem von Adolf Hitlers Eltern Klara und Alois Hitler (Alter, Altersdifferenz, Beruf, Stil der Erziehung) möglichst identisch sein sollte.
Währenddessen beschließt die Nazi-Organisation wegen der bekannt werdenden Nachforschungen, die Operation einzustellen und alle Zeugnisse zu vernichten. Mengele will das drohende Scheitern seines Schaffens nicht akzeptieren und macht sich fortan selbst auf den Weg, um die Mordserie fortzusetzen.
Mengele hat gerade einen älteren amerikanischen Mann ermordet, als er in dessen Farmhaus auf Lieberman trifft. Lieberman wird von Mengele beinahe getötet. Als der Sohn des Opfers das Haus betritt, erkennt Mengele in ihm den jungen Hitler wieder und ist begeistert. Der Sohn erkennt, dass Mengele seinen Vater ermordet hat, und hetzt seine scharfen Dobermänner auf ihn, die ihn zerfleischen. Den Krankenwagen für den schwerverletzten Lieberman ruft er erst, als ihm dieser verspricht, die Polizei anzulügen. Lieberman kommt ins Krankenhaus und überlebt.
Ein Vertreter einer Vereinigung junger Zionisten fordert von Lieberman, die Liste mit den Namen der „Reagenzglas-Führer“ herauszugeben. Man wolle die „Hitler-Klone“ ermorden. Lieberman weigert sich, unschuldige Kinder töten zu lassen, und verbrennt die Liste.
Die Schlussszene zeigt den jungen Klon Hitlers: Er hat die Leiche Mengeles fotografiert, entwickelt die Fotos und setzt ein böses Lächeln auf.

## Hintergrund
- Im Jahr 1978, als der Film aufgeführt wurde, lebte der reale Josef Mengele noch versteckt in São Paulo. Niemand kannte den Aufenthaltsort des Mannes, der Menschen in die Gaskammern selektiert hatte und durch seine pseudowissenschaftliche Zwillingsforschung ungefähr 1500 Kinder ermorden ließ. Darum wurde der Name Mengele zu einem Mysterium, dessen sich Ira Levin in seinem Roman annahm, in dem er über diese Horrorfiktion von einem künftigen „Vierten Reich“ spekulierte.
- Heute weiß man, dass Mengele kurz nach der Veröffentlichung des Films, am 7. Februar 1979, in Bertioga verstorben ist.
- Der Charakter des Ezra Lieberman ist an die Person Simon Wiesenthals angelehnt. Die entsprechenden – aber auch andere – Szenen wurden in Wien gedreht (unter anderem in der Neutorgasse, demselben Stadtviertel, in dem Wiesenthal damals sein Büro betrieb).
- Die Dreharbeiten fanden in England, Österreich, Portugal und den USA statt.
- Bei der im Film zu sehenden hohen Staumauer handelt es sich um die Kölnbreinsperre im österreichischen Bundesland Kärnten.
- Für 2009 war ein Remake geplant.
- Das Lied We’re Home Again wurde von Jerry Goldsmith komponiert und von Elaine Paige gesungen.
- Laurence Olivier, der in diesem Film einen Nazijäger darstellt, spielte 1976 den KZ-Zahnarzt im Film Der Marathon-Mann. In dem Film Wildgänse 2 spielte er den damals noch lebenden Rudolf Heß.
- Sky du Mont wird im Abspann als Guy Dumont und Steve Guttenberg als Steven Guttenberg aufgeführt.

Es existieren zwei deutsche Synchronfassungen. Die zweite deutsche Synchronfassung entstand bei der Cinephon Filmproduktions GmbH, Berlin. Arne Elsholtz schrieb das Dialogbuch und führte Regie.
| Figur                | Darsteller       | Deutscher Sprecher     | Deutscher Sprecher (VHS) |
| -------------------- | ---------------- | ---------------------- | ------------------------ |
| Dr. Josef Mengele    | Gregory Peck     | Holger Hagen           | Uwe Friedrichsen         |
| Ezra Lieberman       | Laurence Olivier | Friedrich Schoenfelder | Paul Edwin Roth          |
| Eduard Seibert       | James Mason      | Ernst Wilhelm Borchert | Friedrich Schütter       |
| Esther Lieberman     | Lilli Palmer     | Agi Prandhoff          | Marianne Kehlau          |
| Frieda Maloney       | Uta Hagen        | Barbara Ratthey        | Marianne Kehlau          |
| Barry Kohler         | Steve Guttenberg | Michael Nowka          | Stefan Brönneke          |
| Sidney Beynon        | Denholm Elliott  | ?                      | Rolf Becker              |
| Frau Döring          | Rosemary Harris  | Liane Rudolph          | Astrid Kollex            |
| Henry Wheelock       | John Dehner      | Edgar Ott              | Franz-Josef Steffens     |
| David Bennett        | John Rubinstein  | Joachim Tennstedt      | Michael Harck            |
| Mrs. Curry           | Anne Meara       | Christel Merian        | ?                        |
| Die „Hitler“-Jungen  | Jeremy Black     | Markus Mensing         | ?                        |
| Professor Bruckner   | Bruno Ganz       | Bruno Ganz             | Peter Lakenmacher        |
| Mundt                | Walter Gotell    | Eric Vaessen           | Lothar Grützner          |
| Strasser             | David Hurst      | Alexander Herzog       | Jochen Sehrndt           |
| Löfquist             | Wolfgang Preiss  | Rolle geschnitten      | Hans Sievers             |
| Rechtsanwalt Fassler | Joachim Hansen   | ?                      | Gerhard Marcel           |
| Dietrich Hessen      | Sky du Mont      | Sky du Mont            | Reiner Brönneke          |
| Nancy                | Linda Hayden     | Dagmar Biener          | ?                        |
| Döring               | Richard Marner   | Claus Jurichs          | ?                        |
| Gunther              | Georg Marischka  | Gerd Holtenau          | ?                        |
| Mrs. Harrington      | Prunella Scales  | ?                      | Ursula Sieg              |

## Erstaufführungen
- USA 5. Oktober 1978
- Österreich im Juli 1985
- Deutschland 12. September 1985

## Auszeichnungen
Der Film erhielt 1979 zwar folgende drei Oscar-Nominierungen, jedoch keinen der begehrten Filmpreise:
- Bester Hauptdarsteller: Laurence Olivier
- Bester Filmschnitt: Robert Swink
- Beste Musik: Jerry Goldsmith

Gregory Peck erhielt auch eine Golden-Globe-Nominierung (Bester Hauptdarsteller-Drama).
Laurence Olivier gewann den National Board of Review Award als Bester Hauptdarsteller (er teilte sich den Preis mit Jon Voight, der ihn für Coming Home – Sie kehren heim erhielt).

## Kritik
- prisma-online: „Dies ist zwar eine reichlich abstruse Geschichte, die Franklin J. Schaffner 1978 vorlegte, aber trotzdem handelt es sich um einen enorm spannenden Thriller mit grandiosen Darstellern und einigen Horror- und Sciencefiction-Elementen.“
- Das große Personenlexikon des Films schrieb: Schaffner drehte mit The Boys from Brazil „einen der idiotischsten (und in seiner Vermischung von historischen Fakten und kruden Versatzstücken aus der NS-Ideologie geschmacklosesten) Filme des 20. Jahrhunderts“.[3]